# Blood, Brains and Rock ’N’ Roll
Blood, Brains and Rock ’N’ Roll — дебютный полноформатный студийный альбом группы Zombie Girl, выпущен в 2007 году.

## Песни
Хотя треки 8 и 9 на CD 2 версии Limited Edition Box Set называются «Elsie» и «Sex (I’m A)» соответственно, названия перепутаны между собой. Трек 8 должен быть «Sex (I’m A)», а трек 9 должен быть кавером хита группы The Divinyls, «Elsie».
Заглавная песня одноимённого альбома Blood, Brains and Rock 'N' Roll будет также главной темой вышедшего в 2009 году фильма ужасов Ночь демонов

## Список композиций
1. «Blood, Brains & Rock 'N' Roll» — 4:27
2. «Jesus Was A Zombie» — 4:11
3. «Creature of the Night» — 4:27
4. «Living Dead Superstar» — 4:33
5. «Go Zombie» — 5:39
6. «Creepy Crawler [Album Edit]» — 3:18
7. «Dance of the Headless Corpse» — 3:38
8. «The Darkness» — 5:02
9. «Today» — 3:57
10. «Gonna Getcha» — 3:54
11. «Funeral Pyre» — 4:27
12. «Prey» — 3:53
13. «Fading Away [ZG Version]» — 4:44

### Ограниченное издание в коробке
Диск 1:
1. «Blood, Brains & Rock 'N' Roll» — 4:27
2. «Jesus Was A Zombie» — 4:11
3. «Creature of the Night» — 4:27
4. «Living Dead Superstar» — 4:33
5. «Go Zombie» — 5:39
6. «Creepy Crawler [Album Edit]» — 3:18
7. «Dance of the Headless Corpse» — 3:38
8. «The Darkness» — 5:02
9. «Today» — 3:57
10. «Gonna Getcha» — 3:54
11. «Funeral Pyre» — 4:27
12. «Prey» — 3:53
13. «Fading Away [ZG Version]» — 4:44

Диск 2:
1. «BoneSniffer» — 3:40
2. "Jesus Was A Zombie (Mortiis Version) — 3:57
3. «Bleeder (Industrial Strength Mix By Seb)» — 5:43
4. «Symphony of the Living Dead» — 2:36
5. «Symphony of the Living Dead (Part II)» — 4:20
6. «Trioxin (Instru-Mental)» — 3:59
7. «We Are the Ones (Lounge Version)» — 4:33
8. «Elsie» — 3:51
9. «Sex (I’m A)» — 5:26
10. «Screams From The Cemetery» — 4:53
11. «House of 1000 Corpses (Rob Zombie Cover)» — 2:27

## Участники записи
- Renee Cooper Komor — вокал, текст
- Sebastian R. Komor — музыка/инструменты, текст, производство